# مقبره شاه عباس دوم

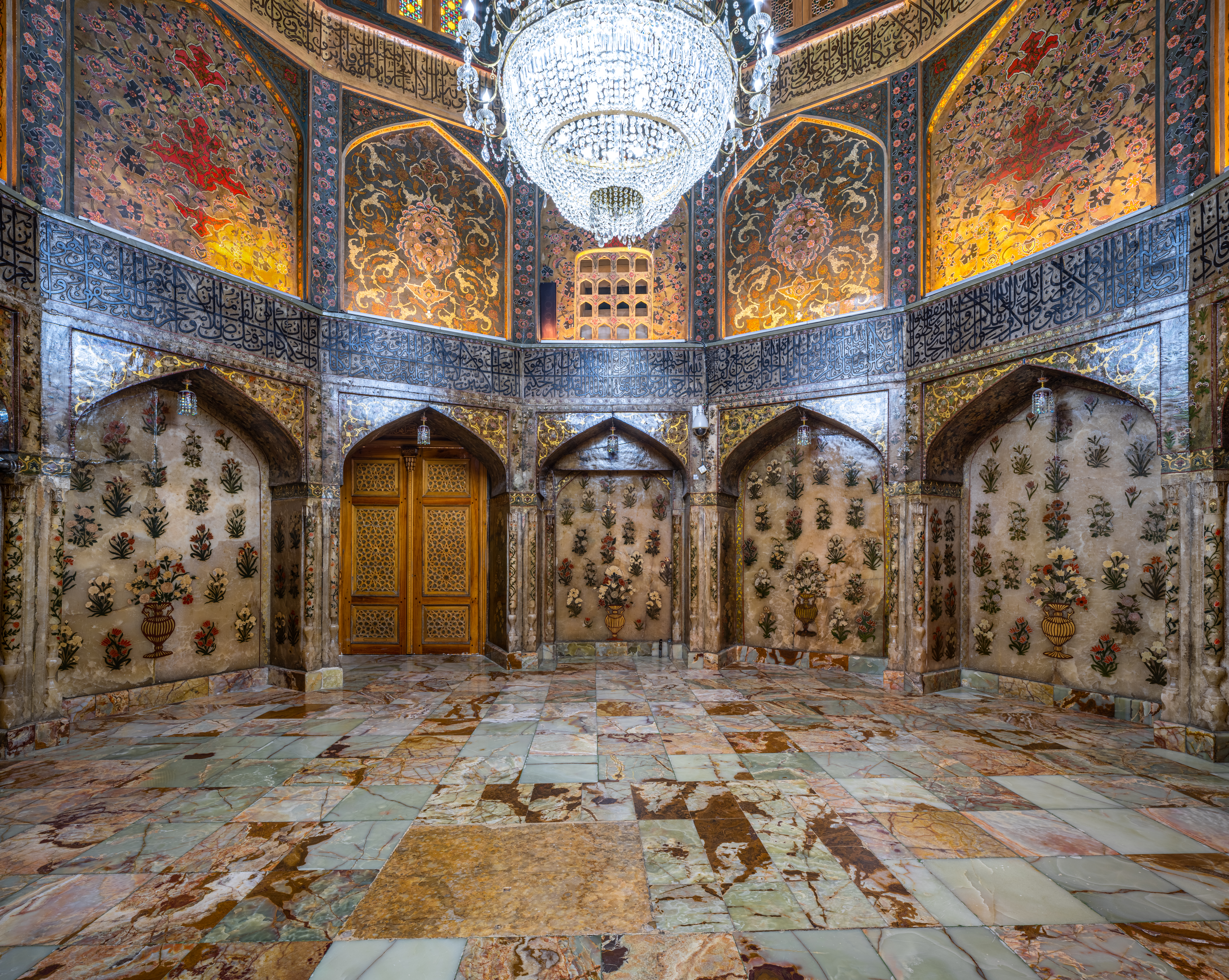
وضعیت فعلی آرامگاه شاه عباس دوم

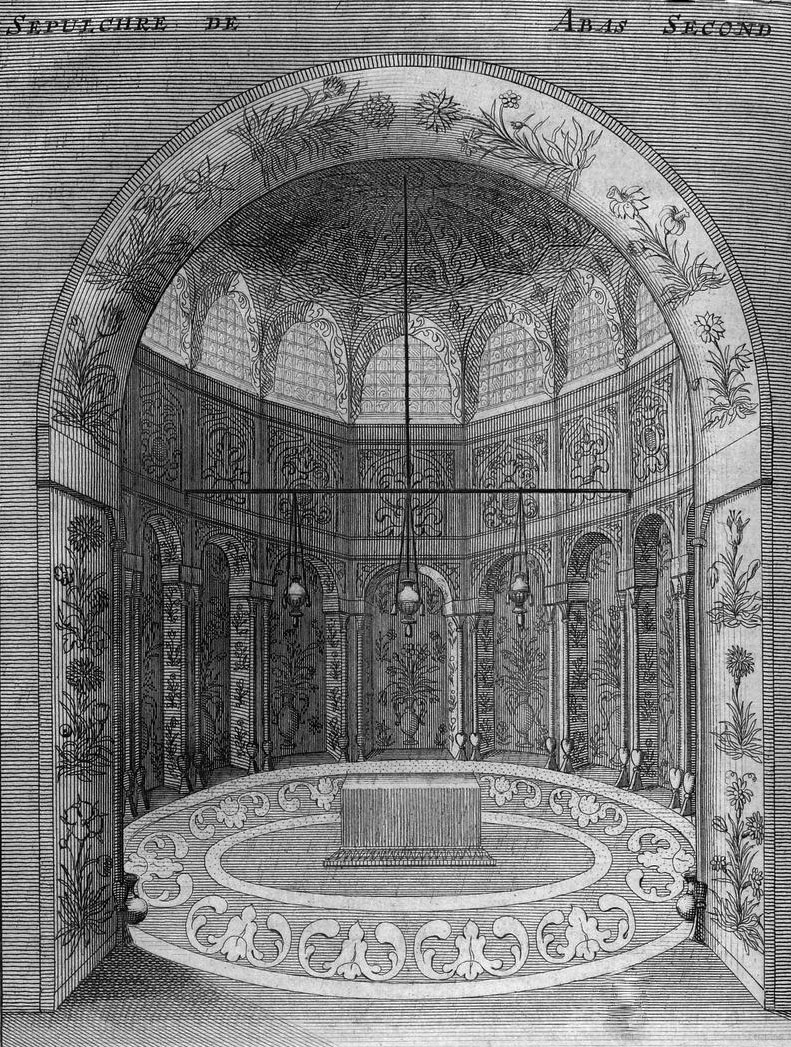
نمای آرامگاه شاه عباس دوم در کتاب شاردن

مقبره شاه عباس دوم بنایی از دورهٔ صفویه است که در حرم حضرت معصومه در جنوب غربی اتاق ضریح واقع شده‌است. در گذشته از شاهان صفوی بناهای مقبره شاه صفی، مقبره شاه سلیمان و مقبره شاه سلطان حسین هم در حرم قرار داشته‌است که به دست صادق خلخالی تخریب شدند.
شاه سلیمان این بنا را در سال ۱۰۷۷ به عنوان مدفن پدرش شاه عباس دوم ساخت. شاردن توضیح مفصلی در سفرنامه‌اش از این بنا و مقبره شاه صفی و اشیای گرانبهای آن‌ها می‌دهد و در ضمن می‌گوید: «معهذا من اطمینان ندارم که اجساد آن‌ها در همین مزار مدفون باشد زیرا رسم پادشاهان این کشور آن است که مدفون حقیقی خود را مکتوم بدارند به همین جهت هنگام تدفین اجساد سلاطین معمولاً شش تا دوازده دستگاه تابوت به اسم پادشاه معرفی و در جاهای مختلف دفن می‌کنند و جز دو سه نفر از نزدیکان، کسی از محل دفن پادشاه آگاه نیست.» شاردن همچنین می‌نویسد که در آن زمان دو گروه قاری قرآن به صورت ۲۴ ساعته بر گور این دو پادشاه، قرآن تلاوت می‌نموده‌اند.
نقشهٔ بنای این مقبره بر پایه یک دوازده ضلعی منتظم است و از سنگ‌های مرمر ممتاز ساخته شده‌است. ارتفاع داخلی گنبد تا سطح زمین ۱۲ متر و ساختار گنبدخانه شامل دو ردیف تاقچه بر روی هم است که تزئینات سطوح با ظرافت و استادکاری بسیار انجام گرفته‌است. بالای ردیف اول تاقچه‌ها کمربندی مرمری به خط ثلث وجود دارد که محمدرضا امامی، خوشنویس دورهٔ صفویه، نوشته‌است. این کتیبه شامل سوره جمعه است و تاریخ سبع و سبعین و الف مائه (۱۰۷۷ ق) در آن ذکر شده‌است. کتیبه بالاتر که درست زیر گنبد قرار دارد شامل آیات سوره قیامت است.
از جمله اشیای ارزشمند این مقبره قالی دوازده ضلعی آن بوده‌است که در سال ۱۰۸۲ هجری قمری به سرپرستی نعمت‌الله جوشقانی بافته شده‌است. این قالی در چهارده قطعه، شامل دو قطعه اصلی با مجموع مساحت ۵۱ متر مربع و دوازده قطعی فرعی با مجموع مساحت ۹ متر مربع است که شکل آن دقیقاً با پلان مقبره مطابقت دارد. به علاوه با ضخامت ۲ میلیمتر و هفتاد رج در هر هفت سانتی‌متر، دارای ظرافت بی‌نظیری است، به طوری که خاورشناسانی مانند هرتسفلد پیش از آن که از نزدیک آن را مشاهده کنند، باور نمی‌کردند فرش باشد و تصور می‌کردند جنس آن پارچه است. از چهارده قطعه این فرش دوازده قطعه شامل دو قطعه اصلی در موزه آستانه مقدسه قرار دارد، یک قطعه در موزه ویکتوریا و آلبرت نگهداری می‌شود و یک قطعه فعلاً مفقود است.